# Secolul al VII-lea î.Hr.
(Secolul al VIII-lea î.Hr. - Secolul al VII-lea î.Hr. - Secolul al VI-lea î.Hr. - alte secole)

Imperiul Asirian devine cea mai mare putere a secolului, dominand Orientul Apropiat si avand controlul asupra Egiptului si Babilonului. Dar imperiul decade rapid in urma cuceririlor babiloniene, iar dupa distrugerea capitalei asiriene in 612 i.e.n.-Ninive, incepe epoca Imperiului Neo-Babilonian.

## Evenimente
- 700 BC - 600 BC : Baudhayana Sulbasutra ,a transmis in sanskrita  textele  vedice  pe altarul  in construcție
- 700 î.Hr. : Cultura Songguk-ri începe în sudul peninsulei coreene .
- C. 601 BC: Mezii din Iran si Scitii din Rusia, invadeaza partea de nord și de est ale Asiriei .
- 699 BC : Khallushu îl succede pe Shuttir-Nakhkhunte ca rege al Imperiului Elamit .
- 697 BC : Moartea regelui Huan Zhou , rege al dinastiei Zhou de China .
- 696 BC : regele Zhuang Zhou devine rege al dinastiei Zhou de China .
- 696 BC: Cimmerienii fac ravagii în Frigia , posibila migrare a armenilor .
- 691 BC : Regele Sanherib a Asiriei il infrange pe  regele Humban-nimena a Elamului , în Bătălia de la Halule .
- 690 BC : Taharqa , un rege al dinastiei douăzeci și cincilea , urcă pe tronul Egiptului
- 689 BC : Regele Sanherib a Asiriei anexeaza Babilonului .
- 687 BC : Gyges devine rege  Lydiei .
- 687 BC: Ezechia este  urmat de Manase, ca rege al  Iuda .
- 682 BC : Moartea regelui Zhuang Zhou , rege al dinastiei Zhou de China .
- 681 BC : Regele Zhou Li a devine rege al dinastiei Zhou de China .
- 681 BC: Esarhaddon succede pe Sanherib ca rege al Asiriei .
- 677 BC : Moartea regelui  Zhou Li , rege al dinastiei Zhou de China .
- 677 BC: Esarhaddon conduce asirienii  împotriva armatei rebele formata din triburile arabe, avansand pana in Egipt .
- 676 BC : Regele Hui Zhou devine rege al dinastiei Zhou de China .
- 675 BC : Esarhaddon începe reconstruirea Babilonului .
- 674 BC : Esarhaddon inabusa o  revoltă în Ashkelon susținuta de Taharqa , regele Egiptului . În replică, Asirienii inveaza Egiptul , dar Taharqa este capabil de-ai opri  pe invadatori.
- 673 BC : Tullus Hostilius devine rege al Romei .
- 671 BC : Esarhaddon invadează din nou Egiptul , captureaza Memphis, precum și un număr de membrii din familia regală .
- 669 BC : Assurbanipal succede pe tatăl său Esarhaddon ca rege al Asiriei .
- 669 BC : Argos infrange Sparta pentru ultima oară, de data aceasta folosind un Phalanx, în bătălia de la Hysiae.
- 668 BC : Shamash-Shum-ukin , fiul lui Esarhaddon , devine rege al Babilonului .
- 668 BC : Egiptul se  revolta împotriva Asiriei .
- C. 668 BC : Ninive , capitala Asiriei devine cel mai mare oraș din lume
- 667 BC : Bizanț, fondat de colonistii Megaran  sub Byzas .
- 664 BC : Prima bătălie navală  greacă din istorie, între Corint și Corcyra .
- 664 BC : Assurbanipal anexeaza si jefuieste   Teba, din Egipt .
- 664 BC : Psammetichus succede pe Neco I ca rege al Egiptului de Jos .
- 664 BC : Taharqa numește nepotul său ,pe Tantamani ca succesor al  Egiptului de Sus .
- 11 februarie, 660 BC-Japonia este fondata  de către împăratul Jimmu .
- 660 BC : Prima utilizare cunoscută a scrierii demotice.
- 660 BC : Psammetichus  ii izgoneste pe asirieni din Egipt .
- 660 BC : data estimativă a impactului care a creat craterul Kaali
- 650s BC : Crezul spartan- poetul grec Tyrtaeus
- 650s BC : Ocupația mayasa începe in Piedras Negras, Guatemala .
- 657 BC : Cypselus devine primul tiran de Corint .
- 656 BC : Psammetichus extinde controlul său asupra  Egiptului .
- 653 BC : Atta-Khumma-In-Shushinak și Khumbanigash II ii succed pe  Shilhak-In-Shushinak și Tempti-Khumma-In-Shushinak ca regi ai Imperiului Elamit .
- 652 BC : Babilonia  se revoltă sub Shamash-Shum-ukin împotriva asirienilor .
- 651 BC : Regele Xiang Zhou devine rege al dinastiei Zhou de China .
- 650 BC : Orașul de Abdera , în Tracia este fondat de colonistii din Clazomenae .
- 650 BC: Schimbările climatice afectează  cultura bronzului din Europa, datorita climatului mai rece și umed,  triburile scandinave nordice migreaza in sud
- C. 640 BC :  regele asirian Ashurbanipal construieste biblioteci, care include cea mai veche copie completă a Epopeii lui Ghilgameș.
- C. 640 BC : Iosia devine rege al lui Iuda .
- 649 BC : Indabigash il succede pe  Tammaritu ca  rege al Imperiului Elamit .
- 649 BC : Babilonienii se  revoltă sub Shamash-Shum-ukin,dar este strivita de asirieni .
- 648 BC : Pankration devine un eveniment la Jocurile Olimpice antice .
- 6 aprilie, 648 î.Hr.: Primele povesti grecesti despre  eclipse solare .
- 647 BC : Regele Assurbanipal a Asiriei anexeaza Susa
- 642 BC : Ancus Marcius devine rege al Romei
- 640 BC : mare victorie a Asiriei asupra Imperiului Elamit .
- 632 BC : Cylon , atenian nobil , captureaza Acropolis într-o încercare eșuată de a deveni rege.
- 632 BC: În bătălia de la Chengpu , Regatul Jin și aliații ei înving regatul Chu și  aliaților ei.
- 631 BC : fondarea coloniei grecesti Cirene  în Libia ( Africa de Nord )
- 631 BC: Sadyates devine rege de Lydia .
- 627 BC : Moartea lui Assurbanipal , regele Asiriei , el este urmat de Assur-etel-ilani
- 626 BC : Nabopolassar se revoltă împotriva Asiriei , este fondat Imperiul Neo-Babilonian .
- 625 BC : mezi și babilonieni afirma independența lor din Asiria și  ataca  Ninive
- 623 BC : Sin-Shar-ishkun il succede pe fratele lui, Assur-etel-ilani ca rege al Asiriei
- C. 622 BC : Textul  Deuteronom găsit în Templul din Ierusalim .
- 619 BC : Alyattes devine rege de Lydia .
- 619 BC: Moartea regelui Xiang de Zhou , rege al dinastiei Zhou de China .
- 618 BC : Regele Qing Zhou devine rege al dinastiei Zhou de China .
- 616 BC : Lucius Tarquinius Priscus devine rege al Romei .
- 614 BC : Orasul asirian Assur este anexat  de mezi și babilonieni .
- 613 BC : Moartea regelui Zhou Qing , rege al dinastiei Zhou de China .
- 612 BC : Regele Kuang Zhou devine rege al dinastiei Zhou de China .
- 612 BC: O alianță a mezilor , babilonienilor și Susianiazilor asediază și cucerește Ninive . Regele Sin-Shar-ishkun din Asiria este ucis.
- 612 BC: Ashur-uballit II încearcă să păstreze  imperiul asirian în viață, prin stabilirea sa ca rege la Harran .
- C. 612 BC: Babilon , capitala babiloniana, devine cel mai mare oraș din lume
- 610 BC : Neco II il succede pe Psammetichus I ca rege al Egiptului .
- 609 BC : regele Iosia a lui Iuda moare în bătălia de la Megiddo împotriva  Faraonului Neco al II-lea al Egiptului , care se indreapta spre  nord pentru a-l ajuta pe Ashur-uballit II .
- 609 BC: babilonienii înfrâng armata asiriana  condusa de  Ashur-uballit II, și anexeaza Harran . Ashur-uballit , ultimul  rege asirian, dispare din istorie.
- 609 BC: Ioahaz  il succede pe  Iosia ca rege al lui Iuda , dar este rapid detronat de către Neco , care il instalează pe Ioahaz, fratele lui Ioiachim, în locul lui.
- 607 BC : Moartea regelui Kuang de Zhou , rege al dinastiei Zhou de China .
- 606 BC : Regele Ding Zhou devine rege al dinastiei Zhou de China .
- 605 î.Hr. : Bătălia de la Carchemiș : Prințul Nabucodonosor al Babilonului învinge armata de Neco al II-lea al Egiptului ,este cucerita Asiria.Urmeaz Siria si Palestina
- 605 BC: Nabucodonosor al II-lea il succede pe Nabopolassar ca rege al Babilonului .
- 600 BC : Fondarea orasului Capua .
- 600 BC : India -Perioada Mahajanapadas -16 mari regate in India- Kasi , Kosala , ANGA , Magadha , Vajji (sau Vriji), Malla , Chedi , Vatsa (sau Vamsa), Kuru , Panchala , Machcha (sau Matsya), Surasena , Assaka , Avanti , Gandhara , Kamboja
- 600 BC: Milano este fondat de către celți .
- 600 BC:  Marsilia este fondata de phoceni.
- 600 BC: Smirna, jefuita si distrusa.
- 600 BC: Nabucodonosor construiește Gradinile Suspendate din Babilon .

Sciții au ajuns în Asia .
APARE  LiGA LATINĂ

## Oameni importanți
- Assurbanipal-rege asirian
- Ezechia al Regatului lui Iuda
- Sanherib, regele Asiriei, și cuceritor al Babilonului (705 - 681 î.Hr.)
- Gyges de Lydia
- Manase din Iuda
- Esarhaddon, regele Asiriei
- Archilochus din Thasos, poet
- Numa Pompilius, al doilea Rege din Roma, succesorul la Romulus
- Mettius Fufetius, regele latin de Alba Longa
- Neco I, rege al Egiptului
- Taharqa, regele Egiptului
- Tantamani, faraon
- Hui Zhou, rege al dinastiei Zhou de China
- Kuras de Parsumas
- Tyrtaeus-poet, muzician și general
- Guan Zhong, prim-ministru  chinez
- Iosia a Regatului lui Iuda
- Stesichorus din Sicilia, liric poet
- Solon din Atena, unul dintre cei Șapte intelepti ai Greciei
- Thales din Milet ,matematician
- Psammetichus I, rege al Egiptului
- Anaximandru,  filozof
- Sappho din Lesbos, poet

## Invenții, descoperiri
- 700:
  - aclimatizarea bumbacului în Asiria sub domnia lui Sennacherib
  - pompa cu lanț în Babilonia
- 675: utilizarea monedelor în Asia Mică
- 650: Grecia:
  - primele monede
  - în construcția templelor, lemnul este înlocuit de piatră
- 650 - 600:  o serie de invenții atribuite lui Dedal și discipolilor săi: fierăstrăul, toporul, firul cu plumb, roata, compasul

## Decenii
| Anii 690 î.Hr. | Anii 680 î.Hr. | Anii 670 î.Hr. | Anii 660 î.Hr. | Anii 650 î.Hr. | Anii 640 î.Hr. | Anii 630 î.Hr. | Anii 620 î.Hr. | Anii 610 î.Hr. | Anii 600 î.Hr. |